# Eleccions municipals de 2024 a Campo Grande
A Campo Grande, estan previstes les eleccions municipals de 2024 per al 6 d'octubre de 2024, amb una segona volta fixada per al 27 d'octubre de 2024, si cal, aquestes eleccions seleccionaran l'alcalde i els membres de l'Ajuntament. L'actual alcaldessa és Adriane Lopes, que va prendre possessió del càrrec després que Marquinhos Trad va dimitir el 2 d'abril de 2022. Adriane també es presentarà a aquestes eleccions.
Les eleccions es faran mitjançant un sistema de dues voltes, que s'aplica a les ciutats amb més de 200.000 votants. Si cap candidat a l'alcaldia aconsegueix més del 50% dels vots a la primera volta, es fa una segona volta entre els dos candidats amb el major nombre de vots.

## Candidats
Els candidats destacats inclouen:
- Rose Modesto (União Brasil): una antiga diputada federal líder a les enquestes amb un suport important.
- Adriane Lopes (PP): L'alcaldessa en funcions que busca la reelecció, amb una base sòlida a l'administració de la ciutat.
- André Puccinelli (MDB): un antic governador que expressava interès a tornar a la política local.
- Beto Pereira (PSDB-MS): un diputat federal recolzat pel governador de l'estat per a la carrera a l'alcaldia.
- Camila Jara (PT-MS): diputada federal que representa el Partit dels Treballadors a les eleccions.